# Mecysmauchenioides quetrihue
Mecysmauchenioides quetrihue är en spindelart som beskrevs av Cristian J. Grismado och Ramírez 2005. Mecysmauchenioides quetrihue ingår i släktet Mecysmauchenioides och familjen Mecysmaucheniidae. Inga underarter finns listade i Catalogue of Life.